# Natálie Konstantinovićová
Natálie Konstantinovićová (10. října 1882 – 21. srpna 1950, cyrilicí Наталија Константиновић) byla po boku svého manžela prince Mirka černohorskou princeznou.

## Rodina
Natálie se narodila 10. října 1882 v Terstu v Rakousko-Uhersku (dnes Itálie) jako Natálie Milena Konstantinovićová. Byla dcerou kapitána Alexandra Konstantinoviće a Mileny Opuićové. Pocházela z nešťastnické dynastie Obrenovićů, jejíž členové byli během převratu v Srbsku roku 1903 vyvražděni. Natálie měla sestru Vladimíru. Její babička z otcovy strany, princezna Anka, byla neteří Miloše I., zakladatele dynastie Obrenovićů. Její rodina byla vyhnána ze Srbska poté, co její otec kritizoval notoricky nepopulární manželství krále Alexandra I. a Dragy Mašínové. Rodina střídavě žila v Nice, Vídni a různě po Itálii.

## Manželství
25. července 1902 se v Cetinje vdala za černohorského prince Mirka Dimitrije, velkovévodu Grahavského a Zetského, druhého nejstaršího syna černohorského knížete a později krále Nikoly I. Petroviće-Njegoše. Vášnivá láska prince Mirka k Natálii údajně velmi poklesla, když princ zjistil, že Natálie není krásná, tmavooká bruneta, jak ji popisovali. Král Alexandr nebyl zprávou o jejich manželství potěšen, neboť si myslel, že Mirko si Natálii vzal pouze za účelem získat Srbskou korunu (navíc Mirkova zesnulá starší sestra Zorka byla manželkou Alexandrova rivala, pozdějšího krále Petra I. Karađorđeviće. Na znamení svého nesouhlasu odmítl přijmou Natálii nebo Mirka na královském dvoře.
Jelikož byla Natálie vnučkou princezny Anky Obrenovićové, která byla spolu se svým bratrancem Michalem III. 10. června 1868 v Bělehradě zavražděna, srbská vláda rozhodla, že pokud král Alexandr I. zemře bezdětný, stane se Mirko srbským korunním princem. K této události však nedošlo. Na konci května roku 1903 byl král Alexandr s královnou Dragou a ostatními členy královské rodiny brutálně vyvražděni členy armády pod vedením Dragutina Dimitrijeviće. Po tomto atentátu bylo rozhodnuto předat korunu Mirkovu švagrovi Petru Karađorđevićovi, vedoucímu hlavní oponující srbské dynastie. Toto rozhodnutí padlo především z důvodů, že Karađorđevićové měli dobré známosti v Ruském impériu, zatímco Obrenovićové byli jednoznačně spřáteleni s Habsburky. Natálie se s manželem v roce 1911 připojili k tajné organizaci Černá ruka a usilovali o Mirkovo povýšení na post vůdce skupiny.
Natálie s Mirkem měli společně 5 synů
- Princ Štěpán Černohorský (27. srpna 1903 – 15. března 1908)
- Princ Stanislav Černohorský (30. ledna 1905 – 4. ledna 1908)
- Princ Michael Černohorský (14. září 1908 – 24. března 1986), ženatý s Jenovéfou Prigentovou; měli syny Nikolu, současného pretendenta černohorského trůnu
- Princ Pavel Černohorský (16. května 1910 – červen 1933)
- Princ Emanuel Černohorský (10. června 1912 – 26. března 1928)

V roce 1908 zemřeli první dva synové a Natálie porodila třetího syna, prince Michaela. 28. srpna 1910 bylo Černohorské knížectví povýšeno na království. Prvním a posledním králem se stal Natáliin tchán Nikola I. Petrović-Njegoš. V roce 1916 se celý státní systém zhroutil v důsledku obsazení monarchie rakousko-uherskými jednotkami během první světové války. Celá královská rodina (včetně Natálie) byla nucena odejít do Itálie.
Natálie s Mirkem se rozvedli v roce 1917. Natálie odešla se svými syny do Paříže. O rok později zemřel Mirko ve Vídni a nejstarší žijící syn Michael se stal hlavou dynastie Petrović-Njegoš a korunním princem zaniklého království.
Princezna Natálie zemřela 21. srpna 1950 v Paříži.